# 默納加 (明尼蘇達州)
默納加（英語：Menahga，/məˈnɑːɡə/ mə-NAH-gə）是一個位於美國明尼蘇達州沃迪納縣的城市。

## 歷史
默納加於1891年成立，1875年升格為城市，得名自「很多藍莓」的奧吉布瓦語。默納加的郵局自1891年營運至今。

## 人口
根據2020年美國人口普查的數據，默納加的面積為10.11平方千米，當中陸地面積為9.61平方千米，而水域面積為0.50平方千米。當地共有人口1340人，而人口密度為每平方千米133人。